# Uberto de Morpurgo
Pour les articles homonymes, voir Morpurgo.
Le baron Uberto Luigi de Morpurgo (ou Hubert Louis) est un joueur italien de tennis né le 12 janvier 1896 à Trieste et mort le 26 février 1961 à Genève.

## Carrière sportive
Uberto de Morpurgo a été champion junior du Royaume-Uni en 1911, et champion étudiant à Paris en 1915. Le magazine américain de tennis le surnomme « le Tilden de son pays ». En 1929, le baron est nommé commissaire italien au tennis par Benito Mussolini.
Aux Jeux olympiques d'été de 1924 à Paris, de Morpurgo bat Jean Borotra, le récent vainqueur de Wimbledon, lors de la petite finale pour la médaille de bronze. Il était membre de la première équipe italienne de Coupe Davis en 1922 et joua jusqu'en 1933.
Morpurgo était juif et a été introduit au Half of fame des sportifs internationaux juifs en 1993.
.

## Palmarès (partiel) Uberto de Morpurgo

### Titres en simple
|   | Date | Nom et lieu du tournoi       | Cat.    | ($) | Surf.        | Finaliste    | Score                   |
| 1 | 1924 | Jeux olympiques d'été, Paris | Olympic | 0   | Terre (ext.) | Jean Borotra | 1-6, 6-1, 8-6, 4-6, 7-5 |

### Finales de simple perdues
|   | Date | Nom et lieu du tournoi              | Cat. | ($) | Surf.        | Vainqueur    | Score         |
| - | ---- | ----------------------------------- | ---- | --- | ------------ | ------------ | ------------- |
| 1 | 1929 | Tournoi de Monte-Carlo, Monte-Carlo |      |     | Terre battue | Henri Cochet | 8-6, 6-4, 6-4 |
| 2 | 1930 | Internationaux d'Italie, Rome       |      |     | Terre battue | Bill Tilden  | 6-1, 6-1, 6-2 |

### Titres en double
non connu

### Finales en double
|   | Date | Nom et lieu du tournoi        | Cat. | ($) | Surf.        | Vainqueurs              | Partenaire      | Score         |
| 1 | 1930 | Internationaux d'Italie, Rome |      |     | Terre battue | Wilbur Coen Bill Tilden | Placido Gaslini | 6-0, 6-3, 6-3 |

### Titres en double mixte
|   | Date | Nom et lieu du tournoi        | Cat. | ($) | Surf.        | Partenaire   | Finalistes                   | Score         |
| 1 | 1930 | Internationaux d'Italie, Rome |      |     | Terre battue | Lilí Álvarez | Lucia Valerio Patrick Hughes | 4-6, 6-4, 6-2 |

### Finales en double mixte
|   | Date | Nom et lieu du tournoi       | Cat.      | ($) | Surf.        | Vainqueurs                   | Partenaire     | Score    |          |
| 1 | 1925 | The Championships, Wimbledon | G. Chelem |     | Herbe (ext.) | Suzanne Lenglen Jean Borotra | Elizabeth Ryan | 6-3, 6-3 | Parcours |

### Interclubs
- Championnat d'Italie de tennis : Vainqueur en 1928 avec le Tennis Club Milano.